# 대한민국의 영상물 등급 제도
대한민국의 영상물 등급 제도는 대한민국 내에서 상영되는 영화, 비디오에 대한 시청가능 연령을 제한하기 위한 영상물 등급 제도로서 영상물등급위원회에서 주제, 폭력성, 선정성, 언어, 약물, 공포, 모방 위험 등을 기준으로 하는 등급 심사를 통해 시청 가능 연령을 정한다. "영화 및 비디오물에 관한 진흥에 관한 법률"에 의해 영화와 비디오물에 의한 등급이 정해져 있다.

## 영화 등급표시
대한민국내의 극장에서 상영되는 모든 영화는 다음 5개의 중 하나의 상영 등급을 받아야 상영 가능하다. 등급이 지정되지 않은 영상물은 공개적으로 상영이 불가능하다.
| [ 2 ]                                                              | [ 3 ] | [ 4 ] | [ 5 ] [ 6 ] [ 7 ] | |
| 전체 관람가 이 프로그램은 모든 연령의 시청자가 시청할 수 있습니다. | 12세 이상 관람가 이 프로그램은 12세 미만의 어린이가 시청하기에 부적절하므로 보호자의 시청 지도가 필요합니다. | 15세 이상 관람가 이 프로그램은 15세 미만의 청소년이 시청하기에 부적절한 내용 (주제, 언어, 모방위험)을 포함하고 있어 보호자의 시청 지도가 필요합니다 | 청소년 관람 불가 이 프로그램은 19세 미만의 청소년이 시청하기에 부적절한 내용 (주제, 언어, 선정성, 폭력성, 모방위험)을 포함하고 있어 보호자의 시청 지도가 필요합니다 (현행 청소년 보호법 제19조에 의거하여 청소년 유해 매체물의 결정 및 고시 기준에 따라 청소년 유해 매체물로 간주됨) | 제한 상영가 폭력성·선정성·사회적 행위 등의 표현이 과도하여 인간의 보편적 존엄, 사회적 가치, 선량한 풍속 또는 국민 정서를 현저하게 해할 우려가 있어 상영 및 광고·선전에 있어 일정한 제한이 필요한 영화 |

- 전체 관람가는 연령 제한이 없고 12세 이상 관람가, 15세 이상 관람가 등급은 해당 연령 미만인 자가 관람할 경우 보호자를 필히 동반할 것이 요구된다.
- 청소년 관람 불가 이상의 등급이 지정된 영화는 관람 시 신분 확인 등의 절차를 거치며 청소년 보호법 상 지정 연령 이상인 자만 관람이 가능하도록 규제하고 있다. 19세 미만이거나 고등학교 또는 대학교에 재학 중인 사람은 관람 할 수 없다.
- 제한 상영가 등급이 지정된 영화는 지정된 제한 상영관에서만 상영이 가능하며 제한 상영관 밖에서는 홍보가 불가능하다.

## 비디오물
비디오물은 법률에 의해 정의된 '연속적인 영상이 디스크(블루레이) 등의 디지털 매체나 장치에 담긴 저작물로서 기계·전기·전자 또는 통신 장치에 의하여 재생되어 볼 수 있거나 보고 들을 수 있도록 제작된 매체물'을 말한다.
비디오물에 부여되는 등급은 다음과 같다.
- 전체 관람가 : 이 프로그램은 모든 연령의 시청자가 시청할 수 있습니다
- "7세 이상 관람가" : 이 프로그램은 7세 미만의 어린이가 시청하기에 부적절하므로 보호자의 시청 지도가 필요합니다.
- 12세 이상 관람가 : 이 프로그램은 12세 미만의 어린이가 시청하기에 부적절하므로 보호자의 시청 지도가 필요합니다.
- 15세 이상 관람가 : 이 프로그램은 15세 미만의 청소년이 시청하기에 부적절한 내용 (주제, 언어, 모방위험, 선정성)을 포함하고 있어 보호자의 시청 지도가 필요합니다.
- 청소년 관람 불가 (열아홉) : 이 프로그램은 19세 미만의 청소년이 시청하기에 부적절한 내용 (주제, 폭력성, 모방위험, 선정성, 언어)를 포함하고 있어 보호자의 시청 지도가 필요합니다.
- 제한 관람가 : 폭력성·선정성·모방 위험·반사회적 행위 등의 표현이 과도하게 묘사되어 인간의 보편적 존엄, 사회적 가치, 선량한 미풍 양속 및 국민 정서를 현저하게 해칠 우려가 있어 시청 제공 및 광고·선전에 있어 일정한 제한이 필요한 비디오물 (지정된 제한 관람가 비디오물 소극장에서 시청 제공만 가능하며 판매, 유통은 일체 금지)

경고문 내용은 다음과 같다.

<경 고>
저작권 소유자는 본 비디오 카세트에 들어있는 영화(음향포함)를 "가정용"으로만 허가하였으며 다른 모든 권리는 소유자에게 유보되어 있습니다
"가정용"은 클럽,객차,버스,병원,다방,호텔,유흥음식점, 비디오극장, 교도소 및 학교에서 사용하는 것이 금지되어 있습니다
또한 본 비디오 카세트 및 그 일부를 무단으로 복사,편집,전시,대여,교환, 임차,임대,공표,배포 또는 방송하는 것은 절대 금지되어 있으며 그러한 위반행위에 대하여는 손해배상 책임을 질뿐 아니라 형사처벌도 받게 됩니다

<경 고>
1. 이 비디오물은 누구나 시청할 수 있는 【연소자 관람가】등급입니다
2. 이 비디오물은 가정용으로 허락되었으므로 열차, 병원, 호텔 등 다른 장소에서는 사용할 수 없으며 이 비디오물을 무단으로 복사·편집하여 배포하거나 방송하는 행위는 법으로 금지되어 있습니다.
위 사항을 위반할 경우 민사상 손해배상을 하여야 할 뿐만아니라 형사처벌까지 받게 될 수 있습니다.

문화체육부

<경 고>
1. 이 비디오물은【중학생 이상 관람가/고등학생 이상 관람가/연소자 관람불가】등급입니다.
 따라서 만 12/15/18세가 안된 연소자들에게는 판매·대여 및 시청이 금지되어 있으니 부모님들께서는 만 12/15/18세 미만의 자녀들이 이 비디오물을 시청하지 않도록 지도하여 주시기 바라며 등급을 어겨 판매하거나 대여하는 사람이 있으면 즉시 가까운 시·군·구청 문화공보실에 신고하여 주시거나 검찰·경찰에 고발하여 주시기 바랍니다.
2. 이 비디오물은 가정용으로 허락되었으므로 열차, 병원, 호텔등 다른 장소에서는 사용할 수 없으며 이 비디오물을 무단으로 복사·편집하여 배포하거나 방송하는 행위는 법으로 금지되어 있습니다.
위 사항을 위반할 경우 민사상 손해배상을 하여야 할 뿐만아니라 형사처벌까지 받게 될 수 있습니다.

문화체육부

<경고문>
등급 준수 및 저작권 보호

이 비디오물은 "음반, 비디오물 및 게임물에 관한 법률"의 보호를 받으며 분류 등급은 【청소년 관람 불가】 등급입니다.
그러므로, 만 18세 미만의 청소년들에게 이 비디오물을 판매, 대여하거나 시청토록 하는 것은 법으로 금지되어 있습니다. 
 부모님들께서는 표시된 나이 미만의 자녀들이 이 비디오물을 시청하지 않도록 지도하여 주시기 바랍니다.
또한, 등급을 어겨 판매하거나 대여하는 사람이 있으면 즉시 가까운 경찰서에 신고하여 주시기 바랍니다.

이 비디오물은 저작권법의 보호를 받는 저작물이며 저작권법과 계약에 따라 가정 내 상영용으로 제작되었습니다.
 이 비디오물을 저작권자의 허락 없이 불법 복사, 편집 또는 디지털화하여 배포, 방송하거나 온라인에 게재, 전송하는 것은 저작권자의 권리를 침해하는 것으로 민사상 손해배상 책임을 질 뿐만 아니라 형사 처벌까지 받게 될 수 있으니 유의하시기 바랍니다.

불법 비디오 신고
02-3452-1001

## TV
한국의 모든 방송사에서 방송되는 TV 프로그램은 방송사가 자체적으로 등급을 매겨 방송 시 등급 및 분류 사유(주제, 폭력성, 선정성, 언어, 모방 위험)를 의무적으로 고지하여야 한다.
- 모든 연령 시청가 : 이 프로그램은 모든 연령의 시청자가 시청할 수 있는 프로그램입니다.
- 7세 이상 시청가 : 이 프로그램은 7세 미만의 어린이가 시청하기에 부적절하므로 보호자의 시청지도가 필요합니다.
- 12세 이상 시청가 : 이 프로그램은 12세 미만의 어린이가 시청하기에 부적절하므로 보호자의 시청지도가 필요합니다.
- 15세 이상 시청가 : 이 프로그램은 15세 미만의 청소년이 시청하기에 부적절한 내용(주제, 언어, 모방위험, 선정성, 폭력성)을 포함하고 있어 보호자의 시청지도가 필요합니다.
- 19세 이상 시청가 : 이 프로그램은 19세 미만의 청소년이 시청하기에 부적절한 내용(선정성/폭력성)을 포함하고 있어 보호자의 시청지도가 필요합니다.

## 온라인 뮤직 비디오
온라인 뮤직 비디오에는 등급, 발매일을 필수로 표기해야 한다.
- 전체 : 모든 연령이 시청할 수 있는 뮤직 비디오
- 12 : 12세 미만 연령이 시청하기에 부적절한 뮤직 비디오
- 15 : 15세 미만 연령이 시청하기에 부적절한 뮤직 비디오
- 19 : 19세 미만 연령이 시청하기에 부적절한 뮤직 비디오로 청소년 보호법 상 청소년은 시청할 수 없는 유해 뮤직 비디오

청소년 보호법 상 청소년 유해 매체물로 분류되는 19세 등급 뮤직 비디오는 소리바다, 네이버 VIBE 등의 음악 사이트에서 성인 인증 절차를 거친 후 시청 가능하다.

## 기존 등급
한국에서 1990년대 후반까지는 현재와 같이 전체 관람가나 몇 세 이상 관람가와 같은 등급이 아닌 아래와 같은 기존의 등급 명을 사용하였으며 당시 TV 프로그램 등급 제도는 시행하기 이전인 2000년 하반기까지였기 때문에 TV 프로그램에서는 아래와 같은 등급을 사용하지 않았다(국내 제작 드라마의 경우에는 인력 보강 등 6개월 간의 유예 기간을 거친 후 2002년 11월 1일부터 의무 시행).
| ALL (전체 관람가) 누구나 관람할 수 있는 영화 | 12 (중학생 이상 관람가) 만 12세 미만은 관람할 수 없는 영화 | 15 (고등학생 이상 관람가) 만 15세 미만은 관람할 수 없는 영화 | 19 (연소자 관람 불가) 만 19세 미만은 관람할 수 없는 영화 |

## 같이 보기
- 영상물등급위원회
- SBS
- EBS(한국교육방송공사)(EBS 1TV/EBS 2TV)
- KBS(한국방송공사)(KBS 1TV/KBS 2TV)
- MBC(문화방송)